# Lista de espécies do gênero Spongites
Spongites Kützing, 1841  é o nome botânico  de um gênero de algas vermelhas pluricelulares da família Corallinaceae, subfamília Mastophoroideae.
- Atualmente apresenta 10 espécies taxonomicamente válidas:

## Espécies
- Spongites absimile  (Foslie & M.A. Howe) Afonso-Carrillo, 1988

= Lithophyllum absimile  Foslie & M.A. Howe, 1907
- Spongites africana  (Foslie) J. Afonso-Carrillo, M. Chacana & M. Sanson, 1993

= Lithothamnion ponderosum  Foslie
- Spongites decipiens  (Foslie) Y.M. Chamberlain, 1993

= Lithothamnion decipiens  Foslie, 1897
= Lithophyllum decipiens  (Foslie) Foslie, 1900
= Hydrolithon decipiens  (Foslie) W.Adey, 1970
- Spongites discoidea  (Foslie) D. Penrose & Woelkerling, 1988

= Lithophyllum discoideum  Foslie, 1900
= Hydrolithon discoideum  (Foslie) M.L. Mendoza & J. Cabioch, 1985
- Spongites fruticulosa  Kützing, 1841

= Spongites fruticulosa f. clavulata  Foslie
= Spongites fruticulosa f. crassiuscula  Foslie
= Lithothamnion fruticulosum f. ramulosa  (Philippi) Foslie
= Lithothamnion fruticulosus f. clavulata  Foslie
= Lithothamnion ramulosum  Philippi, 1837
= Spongites stalactitica  Kützing, 1841
= Melobesia fruticulosa  (Kützing) Decaisne, 1842
= Spongites ramulosa  (Philippi) Kützing, 1869
= Lithothamnion fasciculatum f. fruticulosum  (Kützing) Hauck, 1883
= Lithothamnion meneghianum  Vinassa, 1892
= Lithothamnion fruticulosum  (Kützing) Foslie, 1895
= Paraspora fruticulosa  (Kützing) Heydrich, 1900
= Goniolithon verrucosum  Foslie, 1900
= Lithophyllum verrucosum  (Foslie) Foslie, 1901
= Neogoniolithon verrucosum  (Foslie) Adey, 1970
- Spongites hyperella  (Foslie) D.L. Penrose, 1996

= Lithophyllum hyperellum  Foslie, 1900
= Lithophyllum hyperellum f. fastigiata  Foslie, 1900
= Lithophyllum hyperellum f. heteroidea  Foslie, 1900
= Pseudolithophyllum hyperellum  (Foslie) Adey, 1970
- Spongites impar   (Foslie) Y.M. Chamberlain, 1994

= Lithophyllum marlothii f. subplicatum   Foslie, 1902
= Lithophyllum impar   Foslie, 1909
- Spongites sporolithon   Kalugina-gutnik, Perestenko & Titlyanova, 1992
- Spongites tunicata   D.L. Penrose in Womersley, 1996
- Spongites yendoi   (Foslie) Y.M. Chamberlain, 1993

= Lithophyllum yendoi   (Foslie) Foslie, 1900
= Pseudolithophyllum yendoi   (Foslie) Adey, 1900
= Goniolithon yendoi   Foslie, 1900
= Lithophyllum yendoi f. mahëicum   Foslie, 1906
= Lithophyllum yendoi f. malaysicum   Foslie, 1906
= Lithophyllum natalense   Foslie, 1907
= Lithothamnion yendoi   (Foslie) Lemoine, 1965
= Pseudolithophyllum natalense   (Foslie) Adey, 1970